# ريتشارد إم. يونغ
ريتشارد إم. يونغ هو محامي وقاضي وسياسي أمريكي، ولد في 20 فبراير 1798 في مقاطعة فاييت في الولايات المتحدة، وتوفي في 28 نوفمبر 1861 في واشنطن العاصمة في الولايات المتحدة. نشط حزبياً في الحزب الديمقراطي.

## مناصب
- انتخب عضو مجلس الشيوخ الأمريكي [الإنجليزية]‏ عن دائرة Illinois Class 3 senate seat ‏ وقد انضم خلال فترته النيابية [الإنجليزية]‏ (4 مارس 1841 – 4 مارس 1843) للكتلة البرلمانية الحزب الديمقراطي.
- انتخب عضو مجلس الشيوخ الأمريكي [الإنجليزية]‏ عن دائرة Illinois Class 3 senate seat ‏ وقد انضم خلال فترته النيابية [الإنجليزية]‏ (4 مارس 1839 – 4 مارس 1841) للكتلة البرلمانية الحزب الديمقراطي.
- انتخب عضو مجلس الشيوخ الأمريكي [الإنجليزية]‏ عن دائرة Illinois Class 3 senate seat ‏ وقد انضم خلال فترته النيابية [الإنجليزية]‏ (4 مارس 1837 – 4 مارس 1839) للكتلة البرلمانية الحزب الديمقراطي.
- انتخب عضو مجلس نواب إلينوي ‏.